# Midnight Oil
Midnight Oil, auch Oils genannt, ist eine australische Rockband. Ihren internationalen Durchbruch feierte die 1976 gegründete Band mit ihrem 1987 erschienenen sechsten Album Diesel and Dust. 2002 löste sich die Gruppe nach dem Ausstieg ihres Sängers Peter Garrett, der eine Karriere in der Politik anstrebte, auf. Nach einem erneuten Zusammenschluss gab die Band für 2017 eine Tournee mit über 50 Konzerten bekannt.

## Geschichte

### 1971 bis 1981
1971 formierte sich die Rockband The Farm in Sydney, welche von den Musikern Jim Moginie (Keyboard, Gitarre), Martin Rotsey (Gitarre), Rob Hirst (Schlagzeug) und Andrew James (Bass) gegründet wurde. James wurde 1979 zunächst durch Peter Gifford ersetzt. Als sich dieser zehn Jahre später aus gesundheitlichen Gründen zurückzog, stieß der Neuseeländer Dwayne „Bones“ Hillman (Mai 1958 – 7. November 2020) (geboren als Dwayne Stevens) zur Band.
Das Repertoire von The Farm umfasste damals vorwiegend Coverversionen von Gruppen wie Led Zeppelin, Cream und Creedence Clearwater Revival. Ihre Auftritte beschränkten sich hauptsächlich auf die Sommerferien der Universitäten, in denen sie entlang der Küste auftraten und sich eine kleine Fangemeinde unter den Surfern aufbauten.

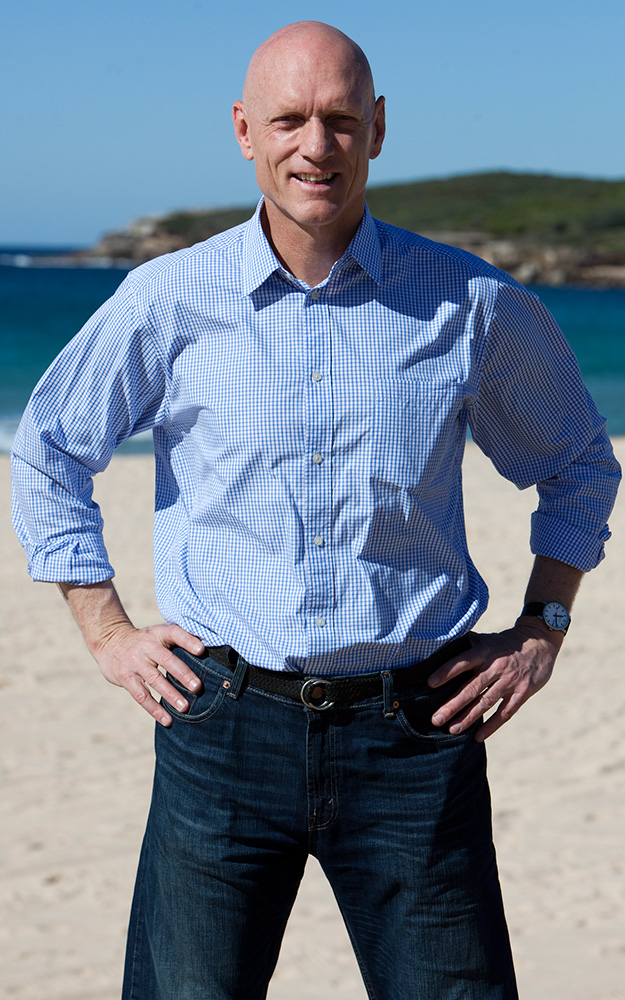
Peter Garrett (2014)

1976 stieß Peter Garrett als Leadsänger zur Band. The Farm hatte per Anzeige nach einem Sänger gesucht, auf die sich Peter Garrett aus Canberra bewarb. Garrett beendete zunächst sein Jurastudium und zog dann nach Sydney um. Nun konnte er sich zusammen mit der Band vollzeitig der Musik widmen. Zu dieser Zeit benannte sich die Gruppe in Midnight Oil um. Der Name basiert auf dem Lied Burning of the Midnight Lamp von Jimi Hendrix. Der Liedtitel bzw. die Abwandlung Burning of the Midnight Oil ist ein im Englischen geläufiges Sprichwort und bedeutet so viel wie Arbeiten bis spät in die Nacht (Midnight Oil meint das früher gebräuchliche Lampenöl).
Der Musikstil der „Oils“, wie sie von ihren Fans häufig genannt werden, war in dieser frühen Zeit wohl am ehesten dem Progressive Rock zuzurechnen. Bis zu den ersten Albumaufnahmen wurde die Musik dann aggressiver und Midnight Oil wandelte sich zeitweise zur Hardrock-Band. Im Laufe der Zeit wurde die Musik dann weicher und eingängiger und damit auch einem breiteren Publikum zugänglich.

### 1981 bis 1993
In ihrer Heimat Australien erreichte die Band den ersten Durchbruch im Jahr 1982 mit dem Album 10, 9, 8, 7, 6, 5, 4, 3, 2, 1, das unter anderem die Hits Power and the Passion (erreichte Platz 8 in den australischen Single-Charts) und US Forces enthielt. Es war außerdem das erste Midnight-Oil-Album, das außerhalb Australiens veröffentlicht wurde – international jedoch keine weitergehende Beachtung fand. In diesen Jahren wurde – wie der Titel US Forces bereits zeigt – die Musik der Gruppe inhaltlich zunehmend politischer. Themen wie Umweltschutz und militärische Abrüstung fanden regelmäßig den Weg auf die Alben der Gruppe. Es folgte 1984 das weniger eingängige Red Sails In The Sunset sowie 1985 die EP Species Deceases. Besonders die vier Stücke dieser EP, speziell die Konzert-Favoriten Progress und Hercules, wiesen mit ihrer Mischung aus Eingängigkeit und politischer Aussage auf die Richtung hin, die Midnight Oil in den kommenden Jahren weiterverfolgen sollte.
1986 (in den USA und Europa: 1987) erschien Diesel and Dust, das mit Abstand erfolgreichste Midnight-Oil-Album. Auf ihm enthalten war die auch heute noch bekannteste und erfolgreichste Single der Band, Beds Are Burning. Das Stück beschäftigte sich, ebenso wie die ebenfalls sehr erfolgreiche Vorgängersingle The Dead Heart, textlich mit dem Schicksal der Aborigines.
Nach der bis dato längsten Auszeit der Bandgeschichte, in der Garrett politisch aktiver wurde und Hirst unter dem Pseudonym Ghostwriters das erste Nebenprojekt veröffentlichte, erschien der Nachfolger von Diesel and Dust erst 1990. Trotzdem schien Blue Sky Mining nahtlos dort anzusetzen, wo das vorherige Album aufgehört hatte – was nicht zuletzt an der Produktion von Warne Livesey lag, der auch den Vorgänger produziert hatte. Kritik und Fans nahmen das Album sehr wohlwollend auf, und auch die Verkaufszahlen des Albums und der ersten Single Blue Sky Mine waren mehr als zufriedenstellend, wenn sie auch hinter denen von Diesel and Dust zurückblieben.
1993 erschien, wiederum drei Jahre nach seinem Vorgänger, Earth and Sun and Moon, das ebenfalls von Fans und Kritik gut angenommen wurde. Das Album hatte, nicht zuletzt dank des Produzenten Nick Launay (der auch schon für Nick Cave und andere tätig war) einen wesentlich organischeren Klang als Blue Sky Mining, weshalb es logisch erschien, dass Midnight Oil im Zuge der Tour zu Earth and Sun and Moon auch von MTV dazu eingeladen wurde, in den New Yorker Sony Studios als erste (und nach wie vor einzige) australische Band eine Unplugged-Session einzuspielen. Das politische Engagement zeigte sich mit der Coverversion des osttimoresischen Kampfliedes Kolele Mai von Francisco Borja da Costa. Hiermit zeigte die australische Band ihre Solidarität für den Befreiungskampf des von Indonesien seit 1975 besetzten Landes.

### 1994 bis 1998
Die lange Welttournee, die Midnight Oil in den Jahren 1993 und 1994 unternahmen, ging jedoch nicht spurlos an der Band vorüber. Lange Zeit war unklar, ob es ein weiteres gemeinsames Album geben würde. Schließlich setzte man sich zusammen und probierte gemeinsam mit dem Produzenten Malcolm Burn (aus dem Umfeld von Daniel Lanois) einen akustischeren, weniger aufwändigen Produktionsstil aus. Das Ergebnis war das 1996er-Album Breathe. Die Stücke auf diesem Album waren gegenüber Earth and Sun and Moon nicht nur sehr viel reduzierter produziert, sondern auch wesentlich ruhiger komponiert. Das Album brachte eine weitere Neuerung in der Oils-Geschichte – zum ersten Mal bat man mit Emmylou Harris, die auf Home zusätzlichen Gesang beisteuerte, eine namhafte Gastmusikerin mit ins Studio.
Waren Produktion und Komposition des Albums gegenüber den Vorgängern sehr weit heruntergefahren und leiser geworden, markierte Breathe auch in anderer Hinsicht einen Umbruch. Für das Album wurde in Europa fast keine Promotion betrieben (trotzdem erreichte es in den deutschen Charts Platz 33), und auch die Touraktivitäten außerhalb Australiens wurden stark zurückgeschraubt. In Deutschland spielten Midnight Oil drei Konzerte, in Großbritannien nur eines. Die gesamte Tour außerhalb Australiens (USA und Europa) umfasste 13 Termine, die allesamt zwischen dem 9. und dem 29. Oktober 1996 absolviert wurden. Zwar waren für 1997 weitere Auftritte in Europa, vor allem auf Festivals, angesetzt, diese wurden jedoch kurzfristig wieder abgesagt. Bis zur Auflösung der Band im Dezember 2002 blieben die drei Konzerte in Köln, Berlin und Hamburg im Oktober 1996 die letzten Live-Auftritte von Midnight Oil auf deutschem Boden.
1997 veröffentlichte Columbia/Sony Music mit 20,000 Watt R.S.L. die erste Best-of-Sammlung der Band. Der Titel spielt auf die kraftvollen Live-Auftritte der Band sowie die australischen Returned-Servicemen’s-League-Clubs (R.S.L.) an, in denen Midnight Oil ihre Karriere begannen und in denen sie bis zum Ende der Band immer wieder auftraten. Gleichzeitig erschien unter demselben Namen sowohl auf DVD als auch auf VHS eine Sammlung fast aller Videoclips der Band (Truganini ist eine auffällige Auslassung), ergänzt durch Interviews und Live-Videomitschnitte zahlreicher Stücke. Die CD enthielt neben den größten Midnight-Oil-Erfolgen auch zwei neue Stücke, What goes on und White Skin Black Heart. Besonders Letzteres war ein direkter Angriff auf die rechtskonservative australische Politikerin Pauline Hanson. Beide Titel fanden sich im folgenden Jahr in leicht überarbeiteten Versionen auf dem Studioalbum Redneck Wonderland. Während sich das Best-of-Album und -Video in Australien sehr gut verkaufte, blieben die Verkäufe in Übersee, speziell in Europa, weitestgehend hinter den Erwartungen zurück. Dies lag einerseits daran, dass Sony Music bei der Vermarktung wenig Engagement zeigte, andererseits auch daran, dass sich nicht zuletzt die Band selbst zunehmend auf den Heimatmarkt zurückzog. Für 1997 angesetzte Auftritte in Europa wurden kurzfristig abgesagt, während in Australien wie schon 1996/97 nach dem Album Breathe ausführlich getourt wurde.
Bereits im folgenden Jahr erschien Redneck Wonderland, das zehnte Studioalbum der Band. In weiten Teilen war das Album eine wütende Abrechnung mit der damaligen politischen Situation in Australien, und eine Reaktion auf den Erfolg von Pauline Hanson. Das Album klingt durch den Einfluss des Regurgitator-Produzenten Magoo insgesamt sehr aggressiv und klanglich auf der Höhe der Zeit. Auf den speziell im Vergleich zu Earth and Sun and Moon und Breathe druckvollen und aggressiven Grundton des Albums angesprochen sagte Schlagzeuger Rob Hirst: “Midnight Oil is at its best when we’re pissed off.” (Etwa: „Midnight Oil sind am besten, wenn wir sauer sind.“) In Australien war das Album sehr erfolgreich und bescherte der Band eine ihrer höchsten Chartplatzierungen seit fast zehn Jahren. In Europa und den USA enttäuschte der Absatz von Redneck Wonderland jedoch, und auch die nur den Radiostationen zugesandte Single Cemetery in my Mind (das am meisten nach „klassischem“ Midnight Oil klingende Stück auf dem Album) fand nur den Weg ins Nachtprogramm einiger deutscher Sender. Wie schon ein Jahr zuvor zog die Band es vor, ausführlich durch Australien zu touren, statt auch in Übersee Konzerte zu spielen. Diese Einstellung half einerseits den Verkäufen in Europa und den USA wenig, andererseits taten die enttäuschenden Verkäufe außerhalb des Heimatlands – trotz der nach wie vor auch in Übersee treuen Fangemeinde – wenig dazu, die Band davon zu überzeugen, Auftritte im Ausland zu spielen.

### 1999 bis 2001
Nach der umfassenden Australien-Tour zu Redneck Wonderland pausierte die Band länger, eine Zeit, die der Sänger Peter Garrett dazu nutzte, ab 1998 (bis 2004) ein zweites Mal als Präsident der australischen National Conservation Foundation tätig zu werden.
Im Jahr 2000 traten Midnight Oil während der Abschlussfeier der Olympischen Spiele in Sydney auf und spielten eine Halbplayback-Version von Beds Are Burning, welches für die Zeremonie in „The Time Has Come“ umbenannt wurde. Speziell in Australien erregte der Auftritt Aufsehen, da Midnight Oil in schwarzer Kleidung auftraten, auf die groß und in auffälliger, weißer Schrift das Wort Sorry gedruckt war. Damit wurde der anwesende australische Premierminister John Howard daran erinnert, dass es die Pflicht der Regierung sei, sich für das geschehene Unrecht gegenüber den Aborigines zu entschuldigen, was Howard stets ablehnte.
Im selben Jahr erschien The Real Thing, eine Sammlung von zehn Mitschnitten der akustischen 1993er-Tour zu Earth and Sun and Moon, inklusive einiger Stücke, die für MTV Unplugged aufgenommen worden waren. Darüber hinaus enthielt das Album vier neue Stücke, einschließlich des titelgebenden The Real Thing, einer Coverversion eines australischen Hits aus den 1960ern. Auch dieses Album wurde in Australien durch eine Tour unterstützt, während außerhalb Australien keine Tour stattfand und die Verkäufe sich in Grenzen hielten. Auch Schlagzeuger Rob Hirst zeigte sich im Nachhinein enttäuscht von der etwas kruden Zusammenstellung des Albums. Anlässlich der Veröffentlichung des nur in Australien erschienenen Samplers Flat Chat sprach er vom “unsatisfying The Real Thing [album], which was anything but” (etwa: „das unbefriedigende The Real Thing [Album], das alles andere als ‚das echte Ding‘ war“).
Überraschend gab man Anfang 2001 bekannt, vom 28. Mai bis zum 27. Juni 2001 gemeinsam mit den beiden australischen Bands INXS und Men At Work durch die USA touren zu wollen. Diese Tour wurde aufgrund der Herkunft der Bands unter dem Namen The Great Australian Bite Tour beworben. Kaum einen Monat bevor die Tour starten sollte, am 17. April 2001, gab Midnight Oil jedoch über die bandeigene Website bekannt, dass man sich „due to unforeseen circumstances“ („aufgrund nicht voraussehbarer Umstände“) aus der Tour zurückziehen werde, womit die Tour de facto abgesagt war. Obwohl sich weder INXS noch Midnight Oil weitergehend äußerten, waren augenscheinlich Differenzen zwischen dem Management von INXS und dem als notorisch harten Verhandlungspartner bekannten Manager von Midnight Oil, Gary Morris, Ursache für die Absage der Tour. (Morris war während der gesamten Karriere Manager der Band hatte schon Anfang der 1980er Journalisten, die ungünstig über die Band schrieben, nachdrücklich vom Besuch von Midnight-Oil-Konzerten ausgeschlossen.)
Men-at-Work-Frontmann Colin Hay sagte nach der Absage: “I’m actually surprised it got this far, to be honest […] It didn’t smell right from the start.” („Ich bin ehrlich gesagt überrascht, dass wir überhaupt so weit gekommen sind […] Es roch von Anfang an irgendwie etwas faul.“)
Zusammen mit der Tourneeabsage gaben Midnight Oil auf ihrer Website bekannt, dass man plane, stattdessen im Oktober und November „mit anderen Gästen“ (so die Erklärung) auf eine umfassende Tour – einschließlich Auftritten in den USA, Europa und Südamerika – zu gehen.
Stattdessen folgte lediglich die erste nordamerikanische Tour seit den wenigen Auftritten im Jahr 1996; zwischen dem 8. Oktober und dem 17. November 2001 spielte die Band insgesamt 29 Auftritte in den USA. Ursprünglich waren auch Termine in Europa in Vorbereitung (für ein Konzert am 28. November in Oberhausen waren bereits Tickets im Verkauf), kurz vor der offiziellen Bekanntgabe der Tour zog das Management der Band die Planungen jedoch ein weiteres Mal zurück; Nachholtermine wurden zunächst für Frühjahr 2002 versprochen, jedoch nie gebucht. Auch für die angekündigte Südamerika-Tour wurden nie Termine bekanntgegeben.
Diese Verwirrungen um angekündigte Touren zeigten einerseits, dass es das Management zunehmend schwerer hatte, Termine zu den gewünschten Konditionen zu buchen, andererseits aber auch, dass es innerhalb der Band verschiedene Strömungen gab. Speziell Schlagzeuger Rob Hirst hatte schon einige Jahre zuvor in einem Interview geäußert, dass er denke, dass es „längst überfällig“ sei, dass Midnight Oil sich „wieder in den Flieger setzen“ und außerhalb Australiens auftreten, während Peter Garrett am zögerlichsten war, längere Touren zu unternehmen.

### 2002 und Auflösung
Mit The Real Thing war der Vertrag der Band mit Columbia Records (Teil von Sony Music) ausgelaufen. Für das bereits 2001 fertiggestellte Capricornia musste Manager Gary Morris somit neue Plattenverträge aushandeln, weshalb sich die Veröffentlichung bis ins Jahr 2002 verzögerte. In Australien, wo die Band nach wie vor sehr erfolgreich war, schloss Morris relativ schnell einen Anschlussvertrag mit Columbia/Sony Music Australia, während in den USA das neu gegründete Label Liquid 8 den Zuschlag bekam. In den USA wie in Australien erschien Capricornia Ende Februar 2002. Das Album war inhaltlich und im Titel an das 1954 erschienene Buch Capricornia des Autors Xavier Herbert angelehnt, eine fiktionale Geschichte, die in den ersten Jahren der europäischen Besiedlung Australiens spielt. Als Produzent war wieder einmal Warne Livesey tätig, der schon Diesel and Dust produziert hatte. Der Klang des Albums wie auch seine gesamte Atmosphäre waren wieder melodischer als auf dem aggressiven Redneck Wonderland und das Album wurde klanglich vielfach mit der erfolgreichsten Periode der Band, zwischen 1986 und 1993, in Verbindung gebracht. Trotz dieser Rückbesinnung auf die erfolgreichste Schaffensperiode der Gruppe blieben dieses Mal auch im Heimatland die Verkäufe hinter den Erwartungen zurück – Capricornia erreichte lediglich Platz 8 der australischen Charts, was die niedrigste Platzierung für ein Midnight-Oil-Album seit Place without a Postcard von 1981 war.
Kurz nach dem Erscheinen des Albums in Australien und den USA brach man am 18. März 2002 auf eine weitere Nordamerika-Tour auf, kaum vier Monate nach Ende der letzten USA-Tour. Mit einer planmäßigen Unterbrechung etwa zur Halbzeit der Tour spielten Midnight Oil bis zum 17. Juli 2002 insgesamt 40 Konzerte in Nordamerika. Auf dem Rückweg vom ersten Teil der US-Tour spielten Midnight Oil am 31. Mai ein Konzert in Paris sowie am 2. Juni eines auf dem Fierce Festival in Großbritannien. Wie sich später herausstellte, sollten dies die letzten Konzerte der Band auf europäischem Boden bleiben.
Zu diesem Zeitpunkt war das neue Album in Europa nach wie vor nicht erschienen und Gary Morris erklärte im April 2002 in einer E-Mail, dass Sony Music Europe sein Angebot derzeit begutachte, und dass, sofern die europäischen Radiostationen positiv auf das neue Album reagierten, eine Europa-Tour für November 2002 vorgesehen sei. Am 19. September 2002 begannen Midnight Oil ihre australische Tour zu ihrem neuen Album, in deren Rahmen sie bis zum 21. November 39 Konzerte spielte. Zu diesem Zeitpunkt waren, inklusive einiger Aufwärmkonzerte Anfang des Jahres, über 80 Konzerte bereits gespielt oder fest gebucht gewesen, so viele, wie man seit 1993 nicht mehr in einem Jahr absolviert hatte.
Im Oktober 2002 wurden schließlich, noch vor dem Erscheinen des Albums in Europa, auf der Website der Band insgesamt etwa 15 Tourdaten für Deutschland, Großbritannien und Frankreich bekanntgegeben. Die Termine lagen im frühen bis mittleren Dezember 2002. Sony Music Europe gab etwa gleichzeitig bekannt, dass Capricornia am 18. November 2002 in Europa erscheinen würde. Die europäische Ausgabe der CD enthielt zwei zusätzliche Stücke. Es handelte sich um A Pub with No Beer (eine Coverversion, in Australien zuvor bereits als B-Seite veröffentlicht), sowie um Kiss that Girl, ein zuvor unveröffentlichtes Stück, das nach wie vor nur auf der europäischen Fassung von Capricornia erhältlich ist. Das Album war in Europa zwar nicht übermäßig erfolgreich, verkaufte sich jedoch besser als die Vorgänger Redneck Wonderland und The Real Thing. Die angekündigte Tour sollte Midnight Oil wieder stärkeres Profil im europäischen Markt verschaffen. Nur wenige Tage nach Bekanntgabe des Veröffentlichungstermins der CD sowie der europäischen Tourdaten wurden die Konzerttermine plötzlich „due to unforeseen circumstances“ („aufgrund nicht voraussehbarer Umstände“, der gleichen Begründung wie eineinhalb Jahre zuvor bei der Absage der US-Tour mit INXS) wieder zurückgezogen. Anfragen an das Management bezüglich der plötzlichen Absage wurden mit dem Hinweis, dass es hierfür legitime Gründe gebe, zurückgewiesen.
Die letztgültige Erklärung erschien am 2. Dezember 2002, gut zwei Wochen nach Ende der Australien-Tournee, auf der Webseite der Band. Peter Garrett hatte sich entschlossen, die Band zu verlassen, um andere Interessen, die in den letzten Jahren zu kurz gekommen seien, zu verfolgen. Man trenne sich „in Freundschaft und Respekt“ voneinander, so die Erklärung weiter. Nach 25 Jahren bedeutete dies das Ende der Band Midnight Oil.

### 2003 bis 2016
Auch nach dem offiziellen Ende der Band Midnight Oil gab es weiterhin Veröffentlichungen unter ihrem Namen; alle Mitglieder von Midnight Oil wurden darüber hinaus in der Folgezeit in verschiedenen eigenen musikalischen Projekten aktiv (siehe Kapitel Nebenprojekte). Eine Ausnahme bildet lediglich Peter Garrett, der es kategorisch ausschloss, solo oder mit einer anderen Band in das Musikgeschäft zurückzukehren.
Die anderen Bandmitglieder hatten in der Presseerklärung zur Auflösung der Band angekündigt, in Zukunft voraussichtlich unter anderem Namen weiter zusammenzuarbeiten, was sich seitdem jedoch nicht in vollem Maße bewahrheitete und durch den geplanten Wegzug des Bassisten Bones Hillman in die USA Anfang 2007 zunehmend unwahrscheinlicher wurde.
Im Januar 2003 erschien in den USA (später auch in Europa) eine DVD-Audio-Fassung des letzten Studio-Albums Capricornia. Wenige Monate später veröffentlichte Schlagzeuger Rob Hirst Anfang 2003 sein erstes Buch, Willie’s Bar and Grill, in dem er von den Erlebnissen auf der Midnight-Oil-Tour in den USA kurz nach den Anschlägen vom 11. September 2001 erzählt.
Im Juni 2004 gab die australische Labor Party bekannt, dass Garrett sich zur Wahl als Abgeordneter für den Wahlkreis Kingsford-Smith stellen werde. Am 7. Oktober 2004 errang er einen relativ leichten Sieg in diesem traditionell Labor zugewandten Bezirk und ist seitdem Mitglied des australischen Parlaments. Nach dem Wahlsieg der Labor Party bei den Parlamentswahlen in Australien 2007 wurde er zum Minister für Umwelt, Kulturerbe und Kunst ernannt.
Unter Mithilfe der Band selbst erschien über Penguin Books in Australien die Biographie Beds Are Burning: Midnight Oil – The Journey von Mark Dodshon. Darüber hinaus veröffentlichte die Band die Doppel-Live-DVD Best of Both Worlds, die zwei vollständige Midnight-Oil-Konzerte aus den Jahren 1982 und 1985 enthielt. Bei dieser – ebenfalls nur in Australien erhältlichen – DVD handelt es sich um die erste Veröffentlichung eines vollständigen Midnight-Oil-Konzert-Livemitschnitts (das 1992er-Livealbum Scream in Blue enthielt Aufnahmen von verschiedenen Konzerten aus verschiedenen Jahren).
Infolge des Tsunamis in Südostasien Ende 2004 wurde für den 29. Januar 2005 ein australisches Benefiz-Konzert mit dem Titel WaveAid organisiert. Angekündigt waren unter anderem Auftritte von Nick Cave und Silverchair. Früh gab es – relativ schnell auch offiziell bestätigte – Gerüchte, dass auch die politisch und sozial während ihres Bestehens immer sehr engagierten Midnight Oil sich zu diesem Anlass noch einmal zusammenfinden würden. Vor WaveAid selbst spielte die Band ein geheimes Aufwärmkonzert im Manly-Warringah RSL Club in Sydney.
Seit WaveAid gab es keine weiteren gemeinsamen Auftritte mehr. Die Band wurde am 29. Oktober 2006 in die ARIA Hall of Fame aufgenommen. Silverchair spielten zu diesem Anlass eine Coverversion des 1981er-Midnight-Oil-Stücks Don’t wanna be the one. Die Band nahm – nach einer kurzen Ansprache von Schlagzeuger Rob Hirst – die Ehrung persönlich entgegen, spielte jedoch nicht noch einmal zusammen. Zeitgleich mit der Hall-of-Fame-Aufnahme wurde in Australien am 28. Oktober 2006 die Zusammenstellung Flat Chat veröffentlicht, die einige der beliebtesten schnelleren und härteren Stücke der Band vereinigt.
Es gab Gerüchte bzw. Pläne, die Gruppe für einen Auftritt beim australischen Teil des Live-Earth-Konzerts nochmals wiederzuvereinigen. Diese erwiesen sich jedoch als nicht zutreffend. Aufgetreten ist jedoch Midnight-Oil-Schlagzeuger Rob Hirst mit seiner Gruppe Ghostwriters, der auch der Oils-Gitarrist Martin Rotsey angehört. Peter Garrett war jedoch auch anwesend und moderierte den letzten Act des Abends, Crowded House, an. Während des Songs Weather with You kam er mit anderen Künstlern auf die Bühne.
Am 24. Februar 2009 kündigte Peter Garrett an, dass die Gruppe am 14. März bei einem Benefizkonzert im Cricketstadion von Melbourne auftreten werde.
Am 14. März 2009 betraten Midnight Oil gegen 9:50 Uhr Ortszeit als Headliner des Benefizkonzerts Sound Relief zugunsten der Opfer der verheerenden Buschfeuer in Victoria 2009 die Bühne des Melbourne Cricket Ground und spielten ein Set von etwa 40 Minuten Länge.
Am 4. Mai 2016 gab die Band auf ihrer Homepage bekannt, dass für 2017 Konzerte in Übersee und Australien geplant sind und ein Album im Gespräch sei. Außerdem erschien am 15. Juli das erste Soloalbum von Peter Garrett, an dem auch Martin Rotsey beteiligt ist.

### Reaktivierung 2017 und folgende Jahre
Am 16. Februar 2017 (17.2. in Australien) gab die Band eine Pressekonferenz auf einem Boot im Hafen von Sydney, die live in Facebook übertragen wurde. Konzerte in Amerika, Europa, Australien und Neuseeland, sowie eine ausgiebige Tour in Australien wurden für die Sommer- und Herbstmonate mit Originalbesetzung angekündigt. Die Vorverkäufe starteten teils bereits Stunden später.
Auch 2019 tourte die Band wieder durch Europa.
Im Oktober 2020 veröffentlichte die Band mit dem Mini-Album „The Makarrata Project“ ihr erstes neues Werk seit fast 20 Jahren. Alle Songs auf dem Album haben einen starken Fokus auf die Versöhnung mit den Ureinwohnern und jeder Song beinhaltet eine Zusammenarbeit mit den First Nations Freunden der Band. Die Veröffentlichung soll das öffentliche Bewusstsein für das Uluru Statement from the Heart von 2017 schärfen.
Am 7. November 2020 verstarb der Bassist Dwayne „Bones“ Hillman, geboren 1958 im neuseeländischen Auckland als Wayne Stevens, an den Folgen einer Krebserkrankung an seinem Wohnort Milwaukee in den USA. Hillman hatte bis zur Bandauflösung im Jahr 2002 Bass für Midnight Oil gespielt und die Band ab 2018 wieder auf Tourneen begleitet. Im Februar 2022 erschien dann mit dem Album Resist ein weiteres Midnight-Oil-Album unter der Federführung von Warne Livesey, der neben der Produktion auch das Abmischen, das Ton-Engineering und einen Teil der Keyboard-Arbeit übernahm.

## Nebenprojekte
Während ihrer mehr als 26-jährigen Bandgeschichte – und auch nach der Auflösung der Gruppe im Jahre 2002 – widmeten sich die Mitglieder verschiedenen Nebenprojekten.

### Peter Garrett
Garrett engagierte sich stets für politische Themen. Er war einer der Mitbegründer der Nuclear Disarmament Party und kandidierte im Jahre 1984 erfolglos für den australischen Senat. Er war darüber hinaus zwischen 1989 und 1993, sowie noch einmal von 1998 bis 2004, Präsident der Australian Conservation Foundation.
In den Jahren 2004 und 2007 gewann er als Kandidat der Australian Labor Party für den Wahlkreis Kingsford-Smith einen Sitz im australischen Parlament. Am 29. November 2007 wurde er zum Minister für Umwelt, Kulturerbe und Kunst unter dem Premierminister Kevin Rudd ernannt.

### Rob Hirst
Rob Hirst war schon während der Zeit bei Midnight Oil das auch außerhalb der Hauptgruppe produktivste Mitglied, was sich nach der Auflösung der Band noch verstärkt hat.
Hirst nahm zwischen 1991 und 2007 zusammen mit Rick Grossman (ehemaliger Bassist der Hoodoo Gurus) unter dem Bandnamen Ghostwriters vier Alben auf:
- Ghostwriters (1991),
- Second Skin (1996),
- Fibromoon (1999),
- Political Animal (2007).

Im Jahr 2003 veröffentlichte Hirst sein erstes Buch mit dem Titel Willie’s Bar & Grill, in dem er von der Tour durch Nordamerika erzählt, die Midnight Oil kurz nach den Anschlägen vom 11. September 2001 unternahmen.
Darüber hinaus ist Hirst mittlerweile seit 2002 Schlagzeuger der australischen Bluesgruppe The Backsliders.
Auf den folgenden Alben ist er zu hören:
- Hanoi (2002),
- Live (2005),
- Left Field Holler (2007),
- Throwbacks (2009),
- Starvation Box (2011),
- Dark Side (2014),
- Heathen Songbook (2016).

2005 veröffentlichte er zusammen mit dem australischen Olympiateilnehmer und Songwriter Paul Greene unter dem Namen Hirst & Greene das Album In the Stealth of Summer, das auch eine Neubearbeitung des Titels World is almost at Peace vom ersten Ghostwriters-Album enthält. Gleichzeitig erschien die Live-DVD Hirst & Greene Live at the Basement.
2004 gründete Hirst ein weiteres Projekt mit dem Namen The Angry Tradesmen. Diese Rock-Band, die er zusammen mit (dem auch bei den Backsliders spielenden) Dom Turner gründete, ist bisher das musikalisch härteste Midnight-Oil-Nachfolgeprojekt. Im September 2006 trat auch der ehemalige Midnight-Oil-Gitarrist Martin Rotsey dem Projekt bei. 2008 erschien das Album Beat the House.
Mit u. a. Martin Rotsey und Jim Moginie spielt er in der Instrumental-Surf-Rock-Band The Break, die zwei Alben veröffentlicht haben.
Church of the open Sky (2010) und Space Farm (2013).
2014 veröffentlichte er das reine Soloalbum The Sun becomes the Sea.
2014 folgte mit Sean Sennett das Album Crashing the same Car twice. Für September 2019 ist eine weitere EP angekündigt.
2018 erschien die 5-Song-EP Powerful Owls eines gleichnamigen Projektes, das er mit dem Produzenten Lez Karski betreibt.

### Jim Moginie
1996 veröffentlichte Jim Moginie zusammen mit Produzent Nick Launay unter dem Namen Fuzz Face (nach einem Gitarren-Effektgerät) eine gleichnamige EP mit vier Stücken. Darüber hinaus war Moginie vielfach als Studiomusiker tätig; unter anderem war er 1999 als Keyboarder auf dem Silverchair-Album Neon Ballroom zu hören. Moginie gründete nach dem Ende von Midnight Oil sein eigenes Label, Reverberama, auf dem im Juli 2006 seine erste Solo-CD mit dem Titel Alas Folkloric erschien. Der limitierten Erstauflage liegt eine Pressung der vergriffenen Fuzz-Face-EP bei. Keines von Moginies Solo-Seitenprojekten erschien bisher außerhalb Australiens.

### Bones Hillman
Der in Neuseeland geborene Hillman war vor seinem Einstieg bei Midnight Oil Mitglied verschiedener Gruppen, die meist nur wenig Erfolg hatten. Lediglich The Swingers landeten in Neuseeland 1981 einen kleineren Hit. 1996 nahm er gemeinsam mit Martin Rotsey ein Album unter dem Projektnamen The Hunting Party auf. Nach dem Ende von Midnight Oil zog er zurück nach Auckland, Neuseeland, und war hauptsächlich als Live- und Studiomusiker für andere Künstler tätig, unter anderem für die Gebrüder Neil und Tim Finn, ehemals Köpfe von Crowded House, sowie im Jahr 2005 auf dem Album My Hand, My Heart des Schauspielers Russell Crowe und seiner Band The Ordinary Fear of God, mit der er 2006 auch auf Tour ging.
Hillman zog im Januar 2007 mit seiner Frau nach Nashville in den USA, um dort in der im Vergleich aktiveren Musikszene zu arbeiten. Erste gemeinsame musikalische Aktivitäten unternahm Hillman dort seinerzeit mit dem ehemaligen Counting-Crows-Schlagzeuger Steve Bowman. Bones Hillman starb am 7. November 2020 im Alter von 62 Jahren an Krebs. Am aktuellen Midnight Oil Album "The Makarrata Project (v.ö. 30. Oktober 2020) war Bones noch beteiligt. Für das Album schrieb er den Song "Terror In Australia".

### Martin Rotsey

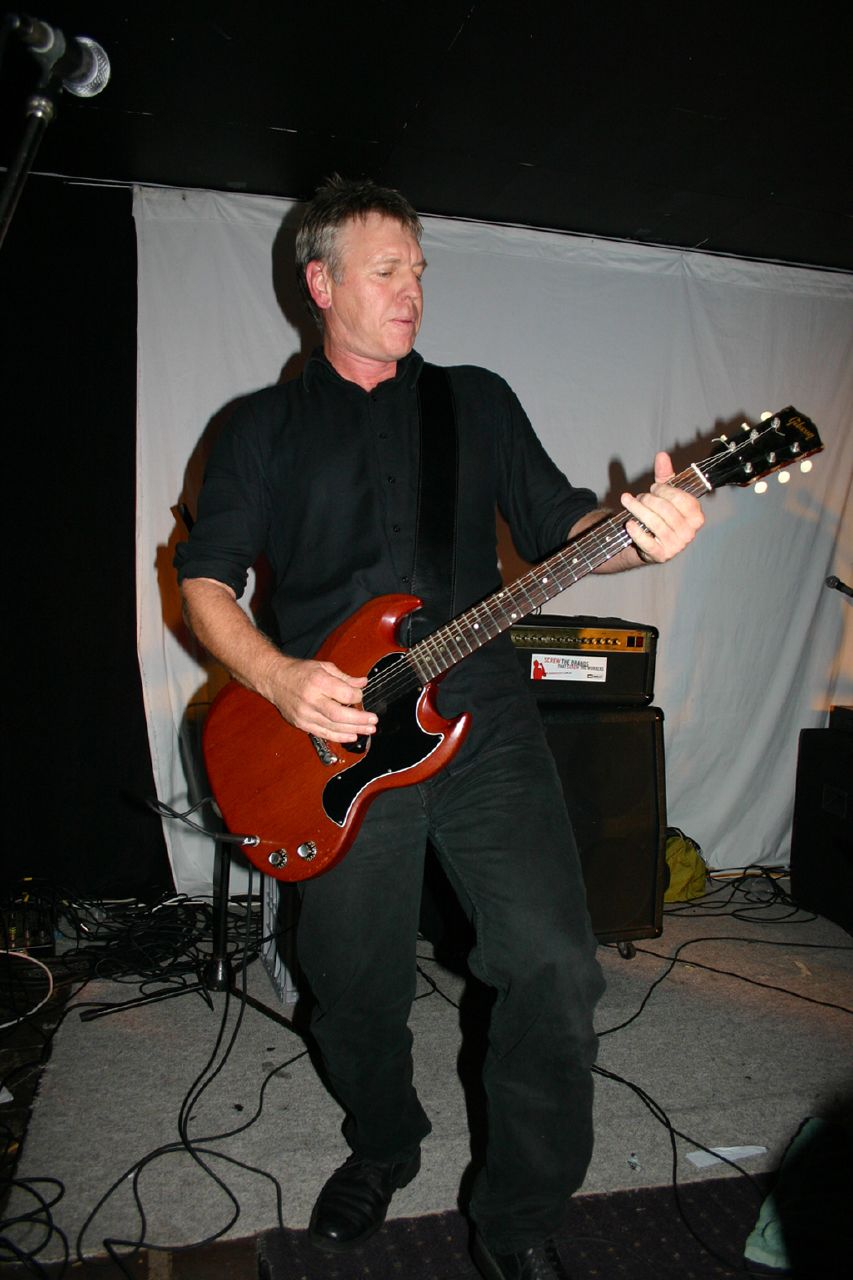
Martin Rotsey, beim Souths Leagues Club in Brisbane, 2007

Martin Rotsey nahm bisher lediglich 1996 gemeinsam mit dem Bassisten Bones Hillman ein Album unter dem Projektnamen The Hunting Party auf. Darüber hinaus trat er als Gast-Gitarrist bei einigen Konzerten von Rob Hirsts Band Ghostwriters auf. Seit September 2006 ist Rotsey fester Ghostwriters-Gitarrist wie auch Mitglied in Hirsts neuem Projekt The Angry Tradesmen.

### Peter Gifford
Der zweite Midnight-Oil-Bassist, der Midnight Oil 1987 aus gesundheitlichen Gründen verließ und durch Bones Hillman ersetzt wurde, hat sich gänzlich aus dem Musikgeschäft zurückgezogen. Er ist seit einigen Jahren Chef von Wicked Weasel, einem Hersteller von Bikinis, die über die firmeneigene Internetseite und ein Ladenlokal in Byron Bay vertrieben werden.

## Diskografie
Studioalben

| Jahr | Titel                         | Höchstplatzierung, Gesamtwochen, AuszeichnungChartplatzierungen (Jahr, Titel, Platzierungen, Wochen, Auszeichnungen, Anmerkungen) | Höchstplatzierung, Gesamtwochen, AuszeichnungChartplatzierungen (Jahr, Titel, Platzierungen, Wochen, Auszeichnungen, Anmerkungen) | Höchstplatzierung, Gesamtwochen, AuszeichnungChartplatzierungen (Jahr, Titel, Platzierungen, Wochen, Auszeichnungen, Anmerkungen) | Höchstplatzierung, Gesamtwochen, AuszeichnungChartplatzierungen (Jahr, Titel, Platzierungen, Wochen, Auszeichnungen, Anmerkungen) | Höchstplatzierung, Gesamtwochen, AuszeichnungChartplatzierungen (Jahr, Titel, Platzierungen, Wochen, Auszeichnungen, Anmerkungen) | Höchstplatzierung, Gesamtwochen, AuszeichnungChartplatzierungen (Jahr, Titel, Platzierungen, Wochen, Auszeichnungen, Anmerkungen) | Höchstplatzierung, Gesamtwochen, AuszeichnungChartplatzierungen (Jahr, Titel, Platzierungen, Wochen, Auszeichnungen, Anmerkungen) | Anmerkungen                            |
| Jahr | Titel                         | AU | NZ | DE | AT | CH | UK | US | Anmerkungen                            |
| ---- | ----------------------------- | --- | --- | --- | --- | --- | --- | --- | -------------------------------------- |
| 1978 | Midnight Oil                  | AU43 (… Wo.)AU | — | — | — | — | — | — | Erstveröffentlichung: November 1978    |
| 1979 | Head Injuries                 | AU36 Platin · (… Wo.)AU | — | — | — | — | — | — | Erstveröffentlichung: Oktober 1979     |
| 1981 | Place Without a Postcard      | AU12 ×2Doppelplatin · (… Wo.)AU                                                                                                   | — | — | — | — | — | — | Erstveröffentlichung: November 1981    |
| 1982 | 10, 9, 8, 7, 6, 5, 4, 3, 2, 1 | AU3 ×7Siebenfachplatin · (… Wo.)AU                                                                                                | NZ5 ×2Doppelplatin · (44 Wo.)NZ                                                                                                   | — | — | — | — | US178 (1 Wo.)US | Erstveröffentlichung: November 1982    |
| 1984 | Red Sails in the Sunset       | AU1 ×4Vierfachplatin · (… Wo.)AU                                                                                                  | NZ20 Platin · (8 Wo.)NZ | — | — | — | — | US177 (6 Wo.)US | Erstveröffentlichung: Oktober 1984     |
| 1987 | Diesel and Dust               | AU1 ×7Siebenfachplatin · (… Wo.)AU                                                                                                | NZ1 ×8Achtfachplatin · (34 Wo.)NZ                                                                                                 | DE13 Platin · (42 Wo.)DE | — | CH7 ×2Doppelplatin · (34 Wo.)CH                                                                                                   | UK19 Gold · (16 Wo.)UK | US21 Platin · (55 Wo.)US | Erstveröffentlichung: 2. August 1987   |
| 1990 | Blue Sky Mining               | AU1 ×5Fünffachplatin · (57 Wo.)AU                                                                                                 | NZ1 ×3Dreifachplatin · (45 Wo.)NZ                                                                                                 | DE2 Gold · (37 Wo.)DE | AT13 (11 Wo.)AT | CH2 Platin · (26 Wo.)CH | UK28 (3 Wo.)UK | US20 Gold · (29 Wo.)US | Erstveröffentlichung: 25. Februar 1990 |
| 1993 | Earth and Sun and Moon        | AU2 Platin · (17 Wo.)AU | NZ5 Gold · (14 Wo.)NZ | DE17 (17 Wo.)DE | — | CH5 Gold · (15 Wo.)CH | UK27 (2 Wo.)UK | US21 (55 Wo.)US | Erstveröffentlichung: 20. April 1993   |
| 1996 | Breathe                       | AU3 Gold · (4 Wo.)AU | NZ26 (3 Wo.)NZ | DE33 (6 Wo.)DE | — | CH31 (3 Wo.)CH | — | US155 (1 Wo.)US | Erstveröffentlichung: 15. Oktober 1996 |
| 1998 | Redneck Wonderland            | AU7 Gold · (6 Wo.)AU | — | — | — | — | — | — | Erstveröffentlichung: 3. November 1998 |
| 2002 | Capricornia                   | AU8 (5 Wo.)AU | NZ28 (3 Wo.)NZ | — | — | — | — | — | Erstveröffentlichung: 19. Februar 2002 |
| 2020 | The Makarrata Project         | AU1 (8 Wo.)AU | — | — | — | CH50 (1 Wo.)CH | — | — | Erstveröffentlichung: 30. Oktober 2020 |
| 2022 | Resist                        | AU1 (7 Wo.)AU | NZ16 (1 Wo.)NZ | DE17 (2 Wo.)DE | — | CH8 (6 Wo.)CH | — | — | Erstveröffentlichung: 18. Februar 2022 |

grau schraffiert: keine Chartdaten aus diesem Jahr verfügbar